# 卡丽·奥尔维克·格里姆斯伯
卡丽·奥尔维克·格里姆斯伯（挪威語：Kari Aalvik Grimsbø，1985年1月4日—），挪威女子手球運動員，亦是挪威國家女子手球隊隊員，司職守門員。曾在2007年世界女子手球錦標賽為挪威隊奪得亞軍。

## 生平
2008年，格里姆斯伯代表挪威參加中國北京舉行的奥林匹克运动会女子手球比賽，最終贏得一面金牌。
2012年，格里姆斯伯代表挪威參加英國倫敦舉行的奥林匹克运动会女子手球比賽，助球隊成功衛冕。